# Osman Chávez
Osman Chávez, né le 29 juillet 1984 à Santa Fé, est un ancien footballeur professionnel hondurien. Il occupait le poste de défenseur.

## Biographie

### Ses débuts au Honduras et en équipe nationale
Osman Chávez commence sa carrière professionnelle en 2004 au Club Deportivo Platense, l'un des clubs honduriens les plus en vue en ce début de décennie. Petit à petit, il gagne sa place en défense centrale mais son équipe fait pâle figure en championnat, n'atteignant qu'à deux reprises les demi-finales en six éditions. Opposé à chaque fois au CD Olimpia, considéré comme le plus grand club du pays, le CD Platense ne peut aller plus loin. Solide et rapide malgré sa grande taille, El Tierno Chávez attire les regards des recruteurs des meilleurs clubs honduriens et rejoint en juin 2007 le CD Motagua, qualifié pour la Copa Interclubes UNCAF et qui réussit à se le faire prêter pour une durée d'un an, avec option d'achat.
Rapidement intégré au onze de départ, Osman Chávez joue les premiers rôles en championnat et en coupe continentale. Finaliste malheureux de l'Apertura, il gagne la coupe des clubs en fin d'année et se qualifie donc pour la Coupe des clubs champions. Peu après, il joue son premier match international avec le Honduras contre le Paraguay, le 6 février. Opposé aux cadors du continent en Coupe des clubs champions, Motagua s'incline dès son entrée dans la compétition contre le CF Pachuca, futur vainqueur de cette édition 2008. Alors que la saison se termine sur une demi-finale de championnat, Chávez est contraint de rentrer à Platense, Motagua n'ayant pas pu payer l'indemnité de transfert jugée trop haute.
Même si les résultats de Platense se dégradent, Chávez fait partie intégrante de la sélection hondurienne. En effet, il participe et termine demi-finaliste à la Gold Cup 2009 et se qualifie pour la Coupe du monde de 2010. Désirant continuer sa carrière à l'étranger, Chávez rompt son contrat avec Platense et se retrouve sans club pendant plusieurs mois. Finalement, il est rappelé par los Escualos, qui l'obligent à revenir dans le groupe. En juin 2010, lors du Mondial en Afrique du Sud, il termine avec ses vingt-deux coéquipiers dernier de son groupe, qui comprend entre autres le futur champion du monde espagnol.

### Profite de l'après Coupe du monde pour rejoindre l'Europe
Le 28 juillet 2010, Chávez rejoint la Pologne pour passer des tests médicaux à Cracovie, où le Wisła est très intéressé par sa venue. Le 8 août, le club annonce officiellement son transfert qui porte sur une durée d'un an. Le mondialiste est alors appelé à remplacer Marcelo, le Brésilien qui a occupé le poste de défenseur central entre 2008 et 2010. Placé en équipe réserve en début de saison pour s'acclimater à son nouveau pays, Osman Chávez intègre le groupe professionnel en septembre puis joue ses premiers matches. À partir de la dixième journée, il ne quitte plus sa place de titulaire et devient même l'une des bonnes surprises de l'année en Ekstraklasa. À la lutte avec le Jagiellonia Białystok lors de la première partie de saison, le Wisła prend ensuite le large et remporte pour la treizième fois de son histoire le championnat national.
Alors que son bail à Cracovie se termine, il signe un nouveau contrat de cinq ans avec la Biała Gwiazda.

## Palmarès
- Vainqueur de la Copa Interclubes UNCAF : 2007
- Finaliste du championnat du Honduras : 2007 (Apertura)
- Vainqueur de la Coupe UNCAF des nations : 2011
- Champion de Pologne : 2011